# Thamnophis brachystoma
Espèce
Synonymes
- Eutaenia brachystoma Cope, 1892

Statut de conservation UICN

 LC  : Préoccupation mineure
Thamnophis brachystoma est une espèce de serpents de la famille des Natricidae. 

## Répartition
Cette espèce est endémique des États-Unis. Elle se rencontre dans le nord-ouest de la Pennsylvanie, dans le sud du Michigan et dans l'ouest de l'État de New York.

## Description
Cette espèce est ovovivipare. 

## Publication originale
- Cope, 1892 : A new species of Eutaenia from western Pennsylvania. The American naturalist, vol. 26, p. 964-965 (texte intégral).